# Ulysse Delécluse
Ulysse Delécluse   (Nœux-les-Mines, 22 de gener de 1907 - Plaisir, 7 de febrer de 1995) fou un clarinetista francès i professor al Conservatori de París.
Delécluse va estudiar primer al Conservatori de Lille i després al Conservatori de París. Com a alumne de François Dreulle, va guanyar el primer premi en la categoria de clarinet el 1925. Va començar la seva carrera com a músic d'orquestra. Charles Munch el va contractar com a primer clarinetista amb l'Orquestra Filharmònica de París. De 1940 a 1950 va ser clarinetista principal de l'orquestra de la "Garde Republicaine". A partir de 1948 va ensenyar durant 30 anys com a professor de clarinet al Conservatori de París. Entre els seus alumnes hi havia, Jean-Noël Crocq, Guy Dangain, Michel Portal i Jean-Marc Volta.
Se li van dedicar més de 30 composicions d'artistes com Darius Milhaud i Henri Tomasi. Va gravar el Concert per a clarinet de Mozart, lIntroducció i l'Allegro de Maurice Ravel per a arpa, flauta, clarinet i quartet de corda, i Histoire du soldat d'Ígor Stravinski, entre altres obres, i va crear transcripcions i peces de pràctica per al clarinet, incloent 14 grans Etudes pour la clarinette, 20 Estudis faciles i Quinze estudis.

## Discografia seleccionada
- Mozart, Concert per a clarinet - Orquestra de cambra simfònica, dir. Fernand Oubradous (1955, "Les rareses de Fernand Oubradous" EMI) (OCLC 55750796)
- Ravel, Introducció i allegro per a arpa, flauta, clarinet i quartet de corda - Jean-Pierre Rampal, flauta; Lily Laskine, arpa; Pascal Quartet (gener de 1955, "Jean-Pierre Rampal - La flauta màgica" 4CD EMI) (OCLC 833186595)
- Stravinski, La història del soldat - Jean Cocteau, lector; Peter Ustinov, el dimoni; Jean-Marie Fertey, el soldat; dir. Ígor Markévich (octubre de 1962, Philips) (OCLC 18477390)